# Tambour à fente (Vanuatu)

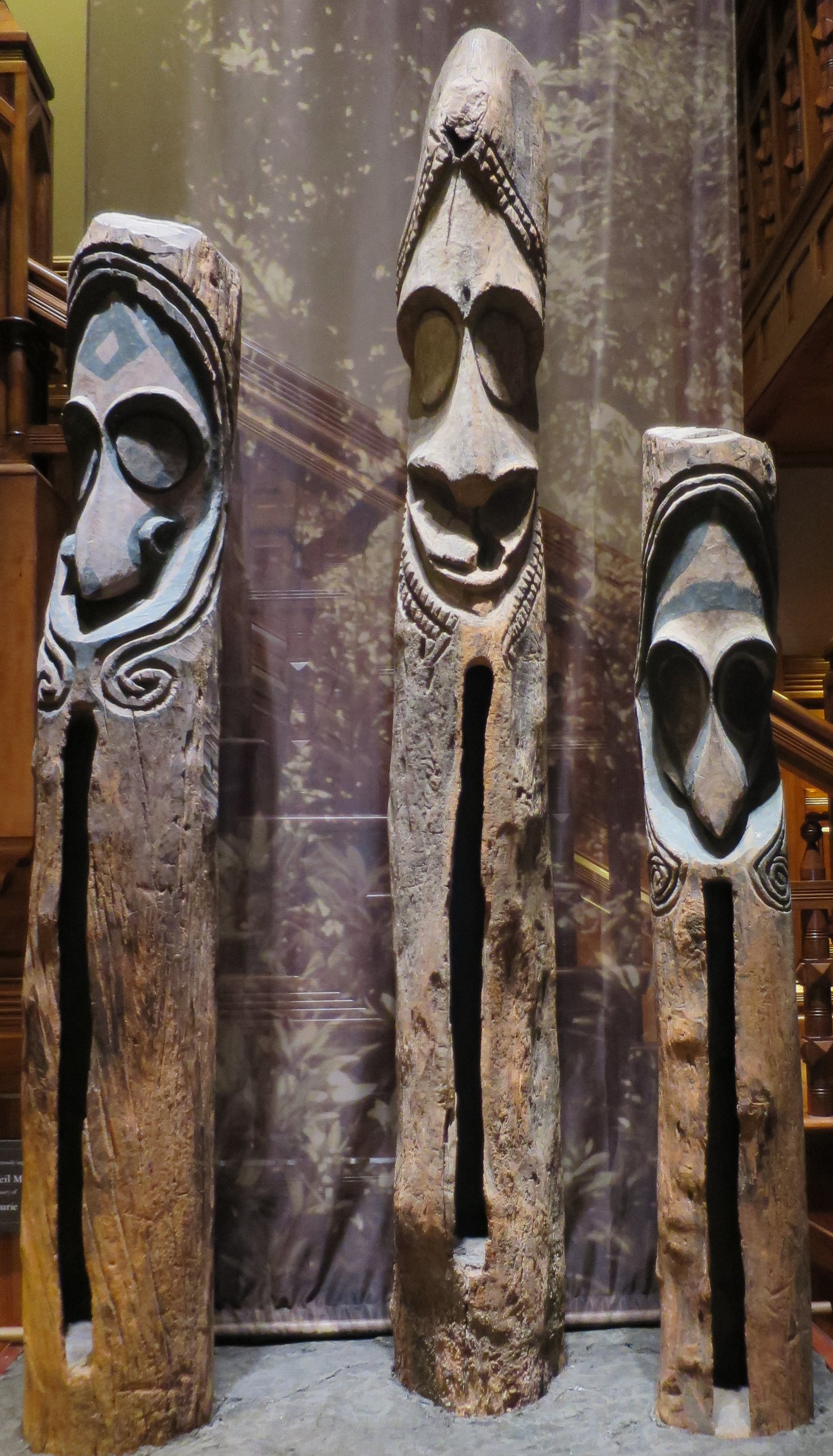
Tambours à fente du Vanuatu

Au Vanuatu, un tambour à fente est un instrument de musique à percussion qui est traditionnellement utilisé lors des cérémonies, des danses et pour transmettre des messages. Il existe de grands tambours à fente, pouvant mesurer plusieurs mètres de haut et qui sont utilisés lors des cérémonies les plus importantes et de petits tambours à fente dont l'utilisation est plus répandue. Presque toutes les cultures du Vanuatu ont (ou ont eu) leurs propres orchestres de grands tambours à fente, qui peuvent être horizontaux ou verticaux. Les tambours des îles d'Ambrym et de Malekula, verticaux et surmontés d'une ou plusieurs têtes sculptées, sont des objets iconiques du Vanuatu.

## Nom
Le terme générique pour "tambours à fente" en Bislama (la lingua franca du Vanuatu) est tamtam. En outre chaque langage indigène a son propre terme générique : tupi dans une partie du sud d'Éfaté, napk’w’éa sur l'île de Nguna, atingting sur une partie d'Ambrym et nambwé dans une partie du nord-est de Malakula. Il existe également un système complexe de dénominations qui s'applique à certains types précis de tambours.
Les petits tambours à fente possèdent un nom distinct de celui du grand tambour à fente dans les langues du nord du Vanuatu.

## Contexte
La vie rituelle du Vanuatu est centrée sur un système de grades masculin. Le passage au grade supérieur donne lieu à une cérémonie d'initiation. Plus un homme est élevé dans la hiérarchie des grades plus ses connaissances religieuses, son prestige et son influence sociale augmente, l'homme le plus gradé étant généralement le chef du village. Pour chaque cérémonie d'initiation la personne qui souhaite être initiée doit rassembler et dépenser des ressources de plus en plus importantes. Les cochons à défense sacrés sont la ressource la plus importante et la plus prestigieuse qui est utilisée à cette occasion. Ces cochons ont les canines supérieure arrachées, ce qui permet à leurs défenses inférieures recourbées de se développer. Plus les défenses forment de tours plus elles sont considérées comme précieuses .

## Histoire
Les peuples du Vanuatu n'ayant pas d'écriture avant l'arrivée des européens, il existe peu de documents anciens mentionnant les tambours et il est difficile de restituer leur histoire ancienne. Lors de son exploration de l'archipel en 1774 James Cook affirme avoir entendu le son de tambours. Plusieurs explorateurs et visiteurs européens mentionnent la présence de tambours au Vanuatu au cours du XIXe siècle et XXe siècle. Ainsi le missionnaire Codrington écrit à la fin du XIXe siècle que "le tambour, de formes variées, est l'instrument caractéristique de la Mélanésie". À partir du milieu du XIXe siècle les photographies prises par les européens permettent aussi de documenter l'évolution des tambours à fente.
Les grands tambours à fente ont disparu de certaines îles avec l'arrivée des missionnaires chrétiens, qui en condamnaient l'utilisation. Les îles Shepherd et l'île d'Éfaté possédaient jusqu'à la fin du XIXe siècle au moins des ensembles de tambours verticaux qui ont disparu depuis, et dont l'existence est attestée par des témoignages et des photographies. Sur d'autres îles le style des tambours a évolué avec le temps. Ainsi le style des tambours d'Ambrym est devenu plus élaboré au cours des 100 dernières années, peut-être en raison de l'importance économique de ces tambours et de leur vente à l'international.

## Grand tambour à fente

### Description
Presque toutes les cultures du Vanuatu ont (ou ont eu) leurs propres orchestres de tambours à fente. Sur Éfaté et les îles du centre les orchestres sont composés presque exclusivement de grands tambours à fente verticaux. Des variantes de cet arrangement ont existé à Epi et Paama, et existe aujourd'hui sur Ambrym. À Malekula les ensembles de tambours à fente sont composés de grands tambours verticaux et de tambours horizontaux plus petits. Presque toutes les autres cultures au nord de cette zone, jusqu'aux îles Torrès, n'utilisent que des orchestres de tambours horizontaux sans décoration, à l'exception des peuples du sud de l'île de Pentecôte chez qui les plus grands tambours horizontaux sont partiellement dressés sur un support pour être utilisés pendant les rituels des sociétés masculines. Les îles du sud ne produisent pas de tambours à fente (les cultures de Tanna peuvent utiliser la terre elle-même comme tambour, et n'ont donc pas besoin de créer des tambours).
Les tambours à fente sont traditionnellement en bois. Les tambours de l'île d'Ambrym et de Malekula sont verticaux et d'une taille souvent monumentale, généralement comprise entre 3 et 6 m de haut.
Le tronc cylindrique est creux avec une grande fente et fait office de caisse de résonance. La base comporte un diamètre plus étroit pour enfoncer l’instrument dans le sol et le maintenir verticalement.
Dans les îles Banks, ainsi qu’à Maewo, Ambae et dans le nord-centre de Pentecôte, les grands tambours à fente sont horizontaux, posés à même le sol. Il en va de même dans les îles de Motalava et de Gaua, où le lourd tronc évidé fait environ 1,40 m de long pour un diamètre de 45 cm.

#### Décor et sculpture
Les tambours des îles d'Ambrym et de Malekula sont décorés et sculptés. Il existe deux types de sculpture : la gravure en deux dimensions, pratiquée à Malekula et autrefois dans les îles Shepherd, et la sculpture d'une tête en trois dimensions, présente dans le sud de Malekula et sur l'île d'Ambrym.
Les tambours de l'île d'Ambrym sont surmontés d'une tête sculptée ovale et anthropomorphe qui présente un profil stylisé en demi-lune, un front bombé, de grands yeux en disques et un nez à cloison fendue. La chevelure est composée de plusieurs lignes dentées de motifs en losanges qui se prolongent souvent en deux spirales au niveau des épaules, qui évoquent des défenses de cochon. Certains tambours ont plusieurs têtes superposées.
Ces têtes représentent un esprit ou le visage d'un ancêtre, mais leur signification exacte varie selon les cultures. Dans certaines cultures les tambours sculptés représentent les ancêtres en général, dans d'autres le commanditaire ou les ancêtres du lignage qui a commandé le tambour, ou encore un chef.

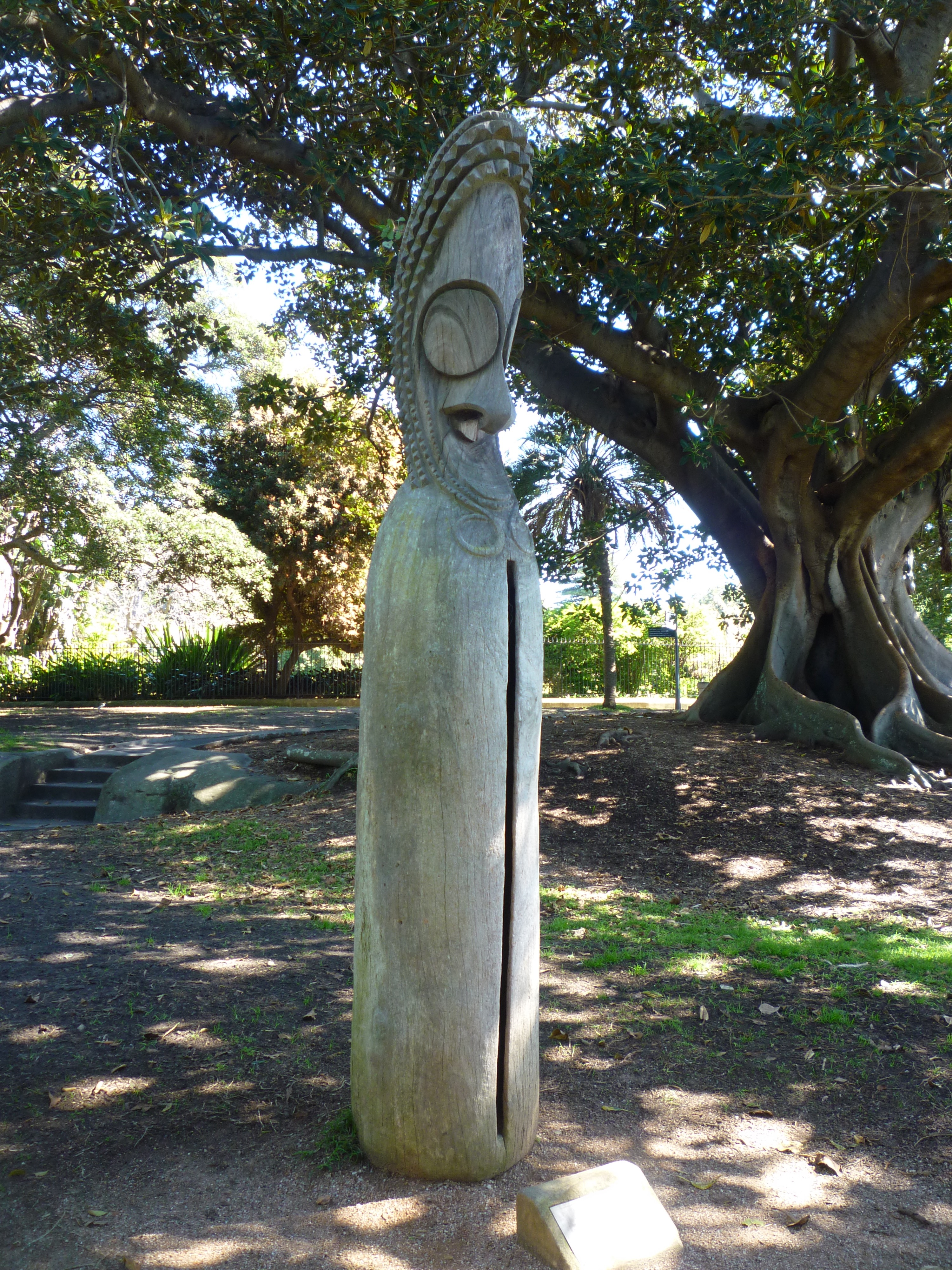
Tambour à fente du Vanuatu aux jardins botaniques royaux de Sydney
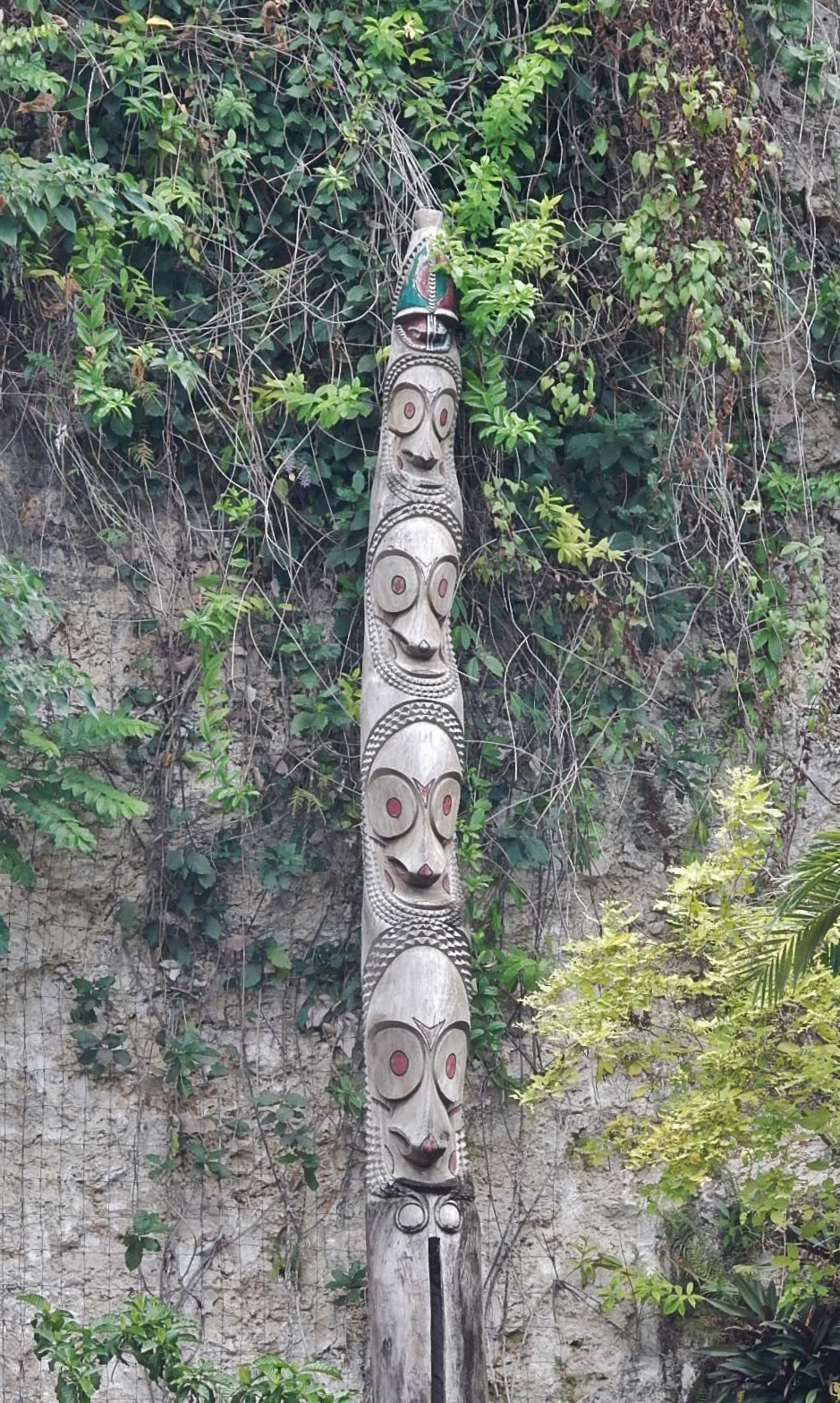
Tambour à fente avec de multiples visages
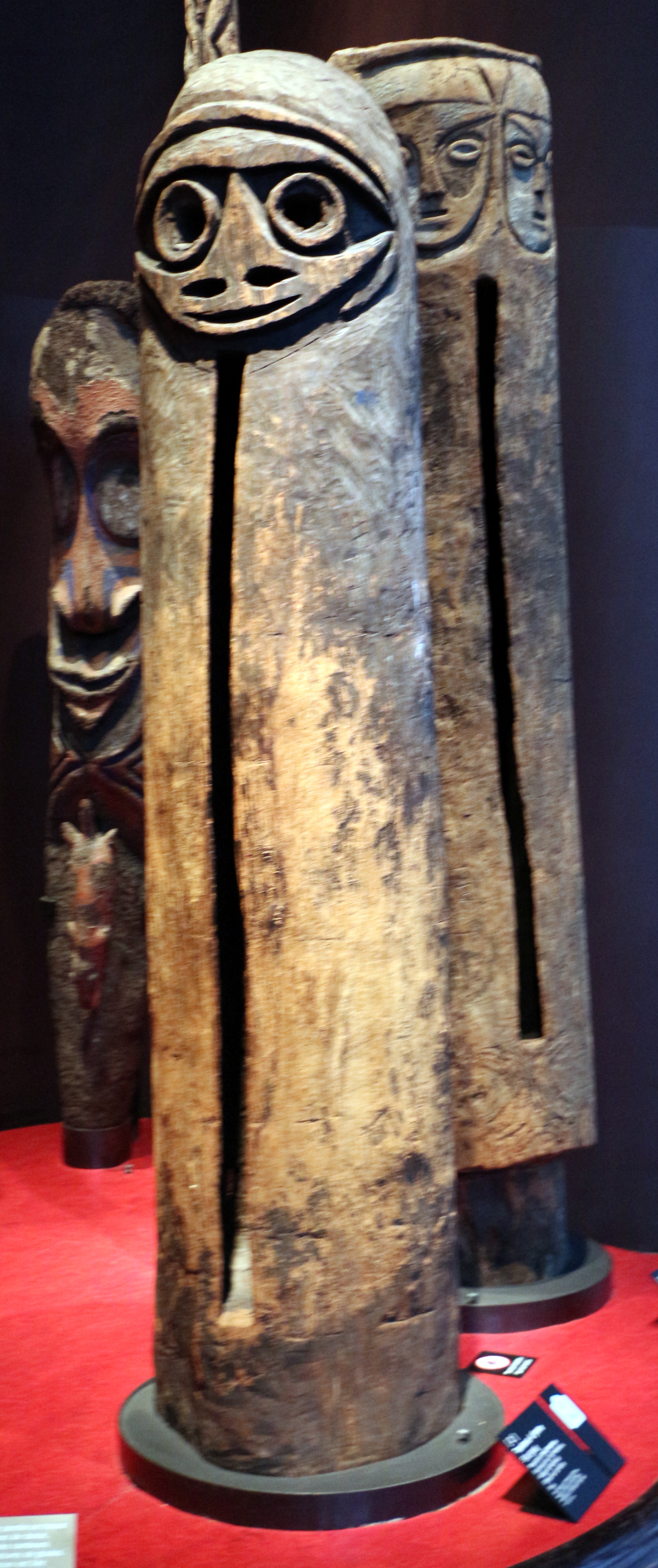
Tambour à fente de Malekula, c. 1900-1920
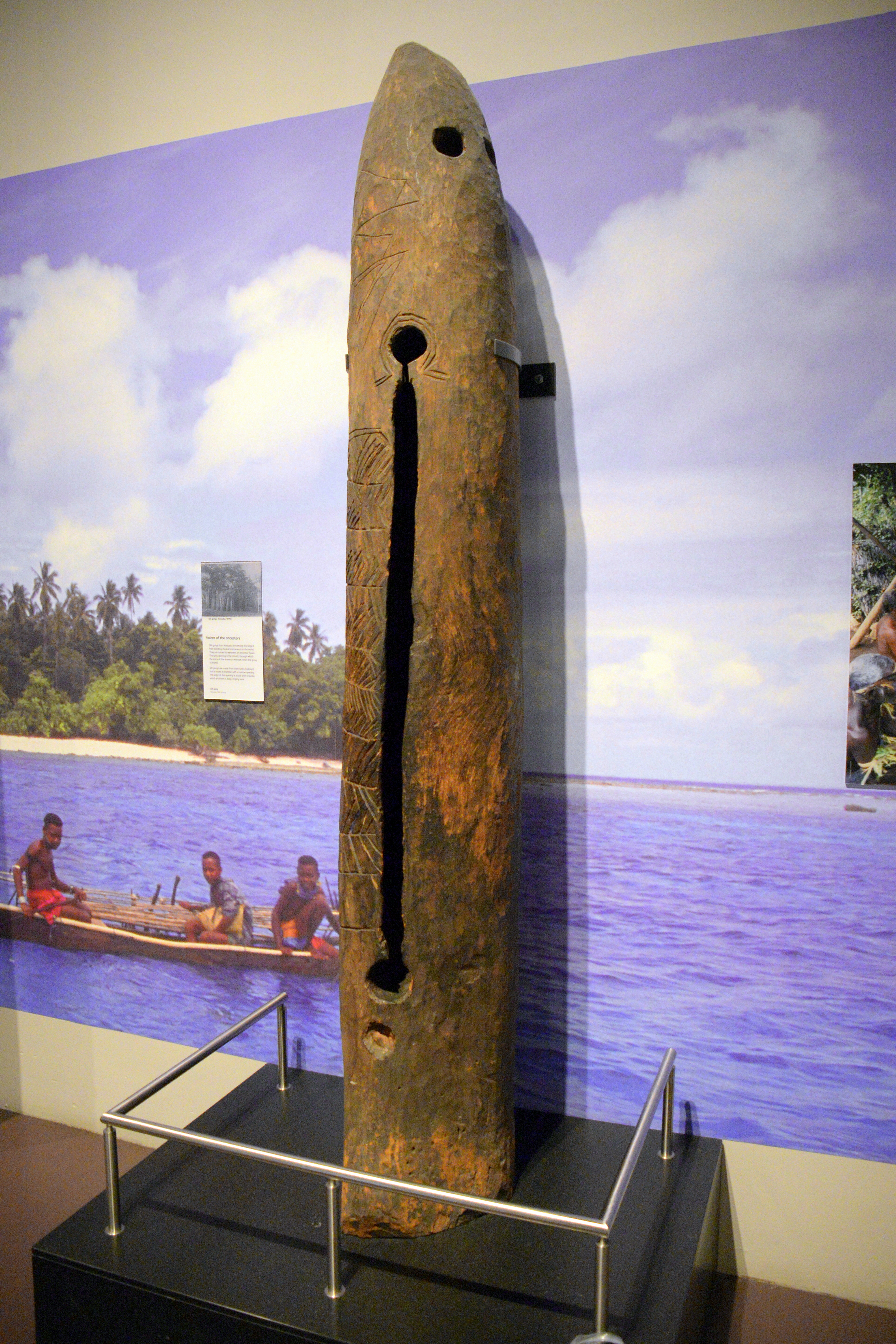
Tambour à fente sans visage, 19ème siècle

### Fabrication
Les tambours à fente sont souvent commandités pour une occasion précise puis sont intégrés à l'ensemble de tambours du village. Dans la société du Vanuatu c'est le commanditaire, et non le sculpteur, qui est considéré comme l'auteur de l’œuvre.
Les tambours à fente du Vanuatu sont sculptés d'un seul tenant dans le tronc d'un arbre à pain par un artisan spécialisé, toujours un homme, et dans un lieu interdit aux femmes. Certaines cultures utilisent aussi le bois d'Intsia bijuga.
À Malekula le tronc dont sera fait le tambour est tiré au moyen d'une corde par plusieurs hommes. Ces derniers chantent des chants traditionnels afin d'augmenter le pouvoir du futur tambour. Une fois le tronc arrivé à destination le propriétaire du tambour offre un cochon au chef des chanteurs.
Après avoir sculpté le visage puis l’avoir caché avec des feuilles de coco, le sculpteur dessine une fente de longueur réglementaire sur le tronc puis invite les habitants à venir évider le cylindre avec leurs herminettes. Le sculpteur peut aussi utiliser des pierres chauffées au rouge pour brûler l'intérieur du tronc et le rendre un peu plus facile à travailler.
L'érection d'un nouveau tambour donne lieu à une grande cérémonie avec danse, festin et sacrifice de porcs sacrés. Dans certaines cultures un jeune garçon inonde le visage sculpté avec du lait de coco. Puis, pour déterminer « la voix » du tambour, les hommes se relayent nuit et jour pour frapper le tambour jusqu’à ce que le bois ne leur résiste plus.

Les tambour peuvent être peints.

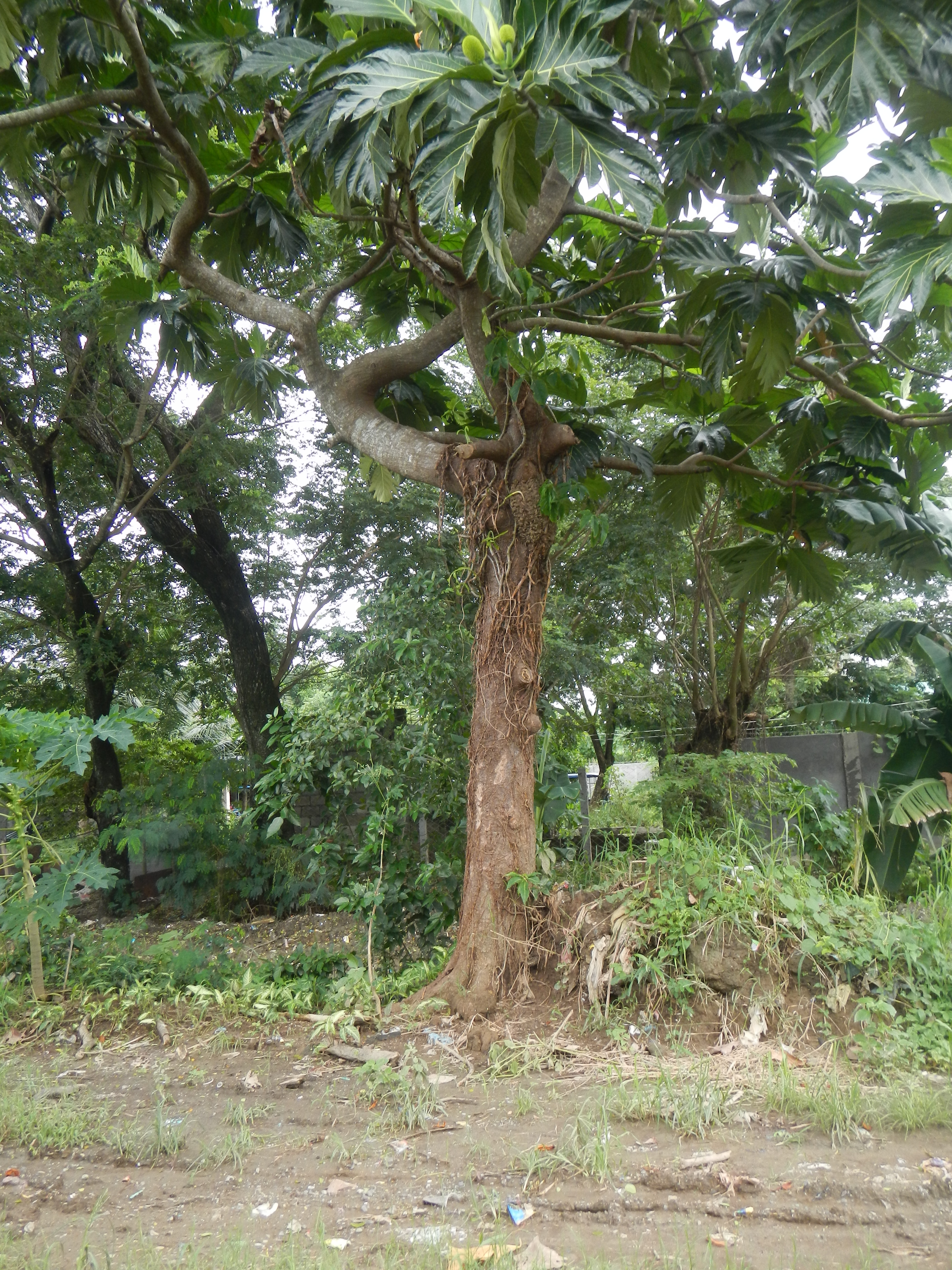
Arbre à pain (Artocarpus altilis)
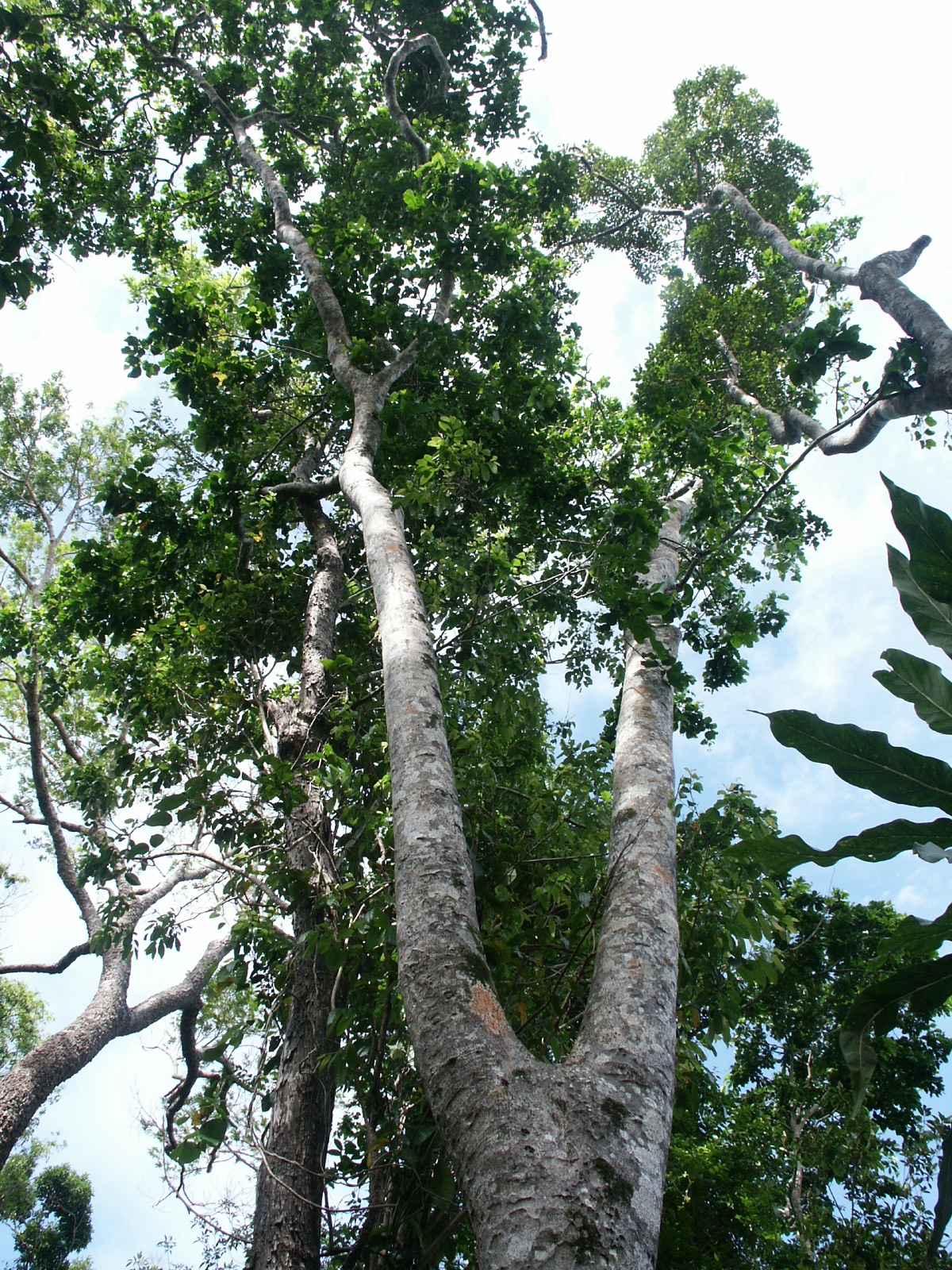
Intsia bijuga

#### Droit d'auteur
La fabrication des tambours et les motifs qui les ornent sont soumis à un système de droit d'auteur. Ainsi certains motifs sont propres à certains lignages et ne peuvent être utilisés sur des tambours créés pour d'autres lignages sans paiement et permission.

Par exemple le Metropolitan Museum possède un tambour à fente originaire du village de Fanla sur l'île d'Ambrym. L'instrument fut commandité par le chef Tainmal et présente des motifs de défenses de cochon à deux tours, alors que les défenses représentées sur les tambours n'ont généralement qu'un tour. Ce motif fait référence à un cochon en possession du lignage de Tainmal qui avait des défenses à deux tours. La société du Vanuatu accorde en effet une grande importance aux défenses de cochon qui sont une grande source de prestige et dont la valeur s'accroit avec le nombre de tour. Le motif des défenses à deux tours (ainsi que les petits bras) est donc un motif propre aux tambours du lignage de Tainmal.

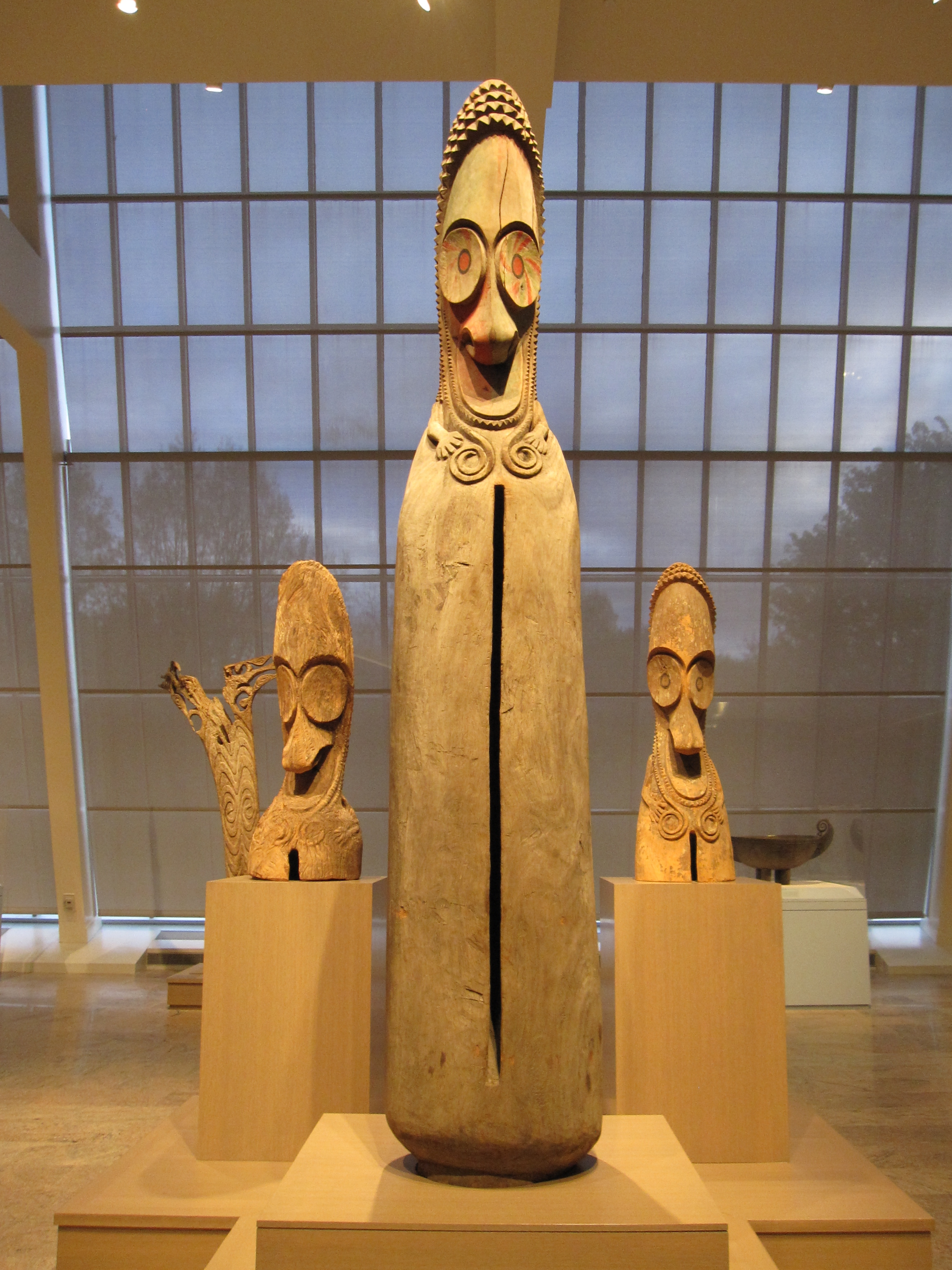
Tambour à fente de Tainmal, chef du village de Fanla
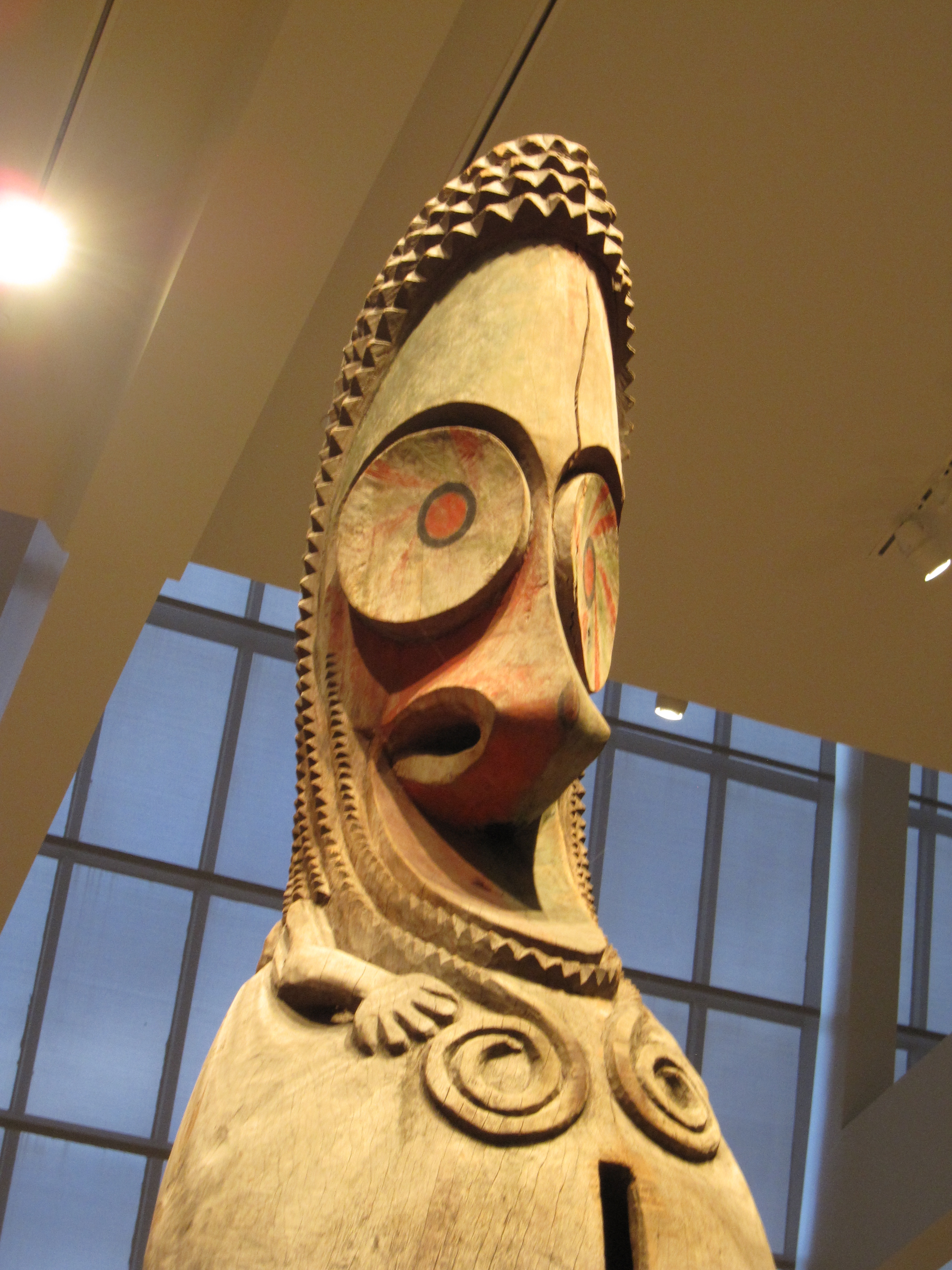
Tête du tambour commandité par le chef Tainmal

### Jeu et utilisation
Les tambours sont rassemblés sur la place de danse du village pour former un orchestre. Ils sont utilisés pour les départs à la guerre, les circoncisions, les rites funéraires, les appels à la population ou lors des cérémonies de passation de grade au sein des sociétés masculines de l’île. Ils peuvent également être utilisés pour envoyer des messages codés à travers une île ou même d'une île à l'autre.
Les joueurs de tambour sont généralement issus des grades intermédiaires des sociétés masculines. Ils peuvent jouer assis ou debout, les modalités du jeu variant d'une île à l'autre. Le joueur de tambour frappe le bord droit de la fente avec une tige taillée de feuille de cocotier. Le son produit peut s'entendre à plusieurs kilomètres à la ronde. Plusieurs tambours peuvent être utilisés en même temps, ce qui produit des rythmes et des sons complexes.
Plusieurs joueurs peuvent également frapper simultanément le même tambour. Ainsi dans les îles de Motalava et de Gaua le tambour à fente horizontal est joué par trois musiciens assis. Celui du milieu percute le centre du tambour à l’aide d’épais pétioles de palmes de cocotier, produisant les basses tandis que les deux musiciens qui l’encadrent jouent avec des bâtons durs et légers, produisant un son à la fois plus aigu et plus intense.
La fente représente la bouche de l'esprit ou de l'ancêtre représenté et le son produit relève à la fois du monde des vivants et du monde des morts.

## Petit tambour à fente

### Description
Les petits tambours à fente sont bien plus répandus que les grands tambours. Ils sont faits de bambou ou de bois taillé et ne sont généralement pas décorés. Ils mesurent entre 20 et 80 cm de long.

### Jeu
Ces tambours peuvent être utilisés de différente manière. Quand le tambour est assez léger le musicien le tient d'une main et le frappe de l'autre avec un bâton. Le musicien peut aussi frapper le tambour avec deux bâtons, un dans chaque main, tandis que le tambour est placé à l'horizontal sur le sol et maintenu avec les pieds, tenu par une autre personne ou encore maintenu en hauteur sur des supports verticaux. Il accompagne de nombreux chants et danses traditionnels.

## Les tambours à fente aujourd'hui
Les tambours à fente sont considérés comme un élément important et emblématique de la culture du Vanuatu. Des tambours à fente du Vanuatu, particulièrement ceux de l'île d'Ambrym, sont présents dans des musées du monde entier (New York, Londres, Paris, Cologne, Bâle, Vancouver, Chicago, Sydney, Canberra et Nouméa). Une importante collection de tambours de différents style est exposée au Musée national du Vanuatu à Port-Vila ainsi qu'au centre culturel de Malekula à Lakatoro.
De grands tambours à fente d'Ambrym décorent souvent les hôtels du Vanuatu et des tambours à fente de toute taille sont vendus dans la capitale. Cette popularité cependant provoque la raréfaction au Vanuatu de l'arbre à pain dont le bois est utilisé pour fabriquer les tambours.
Les tambours à fente sont représentés au revers des billets de 500 vatu.